# 迴龍 (臺灣)

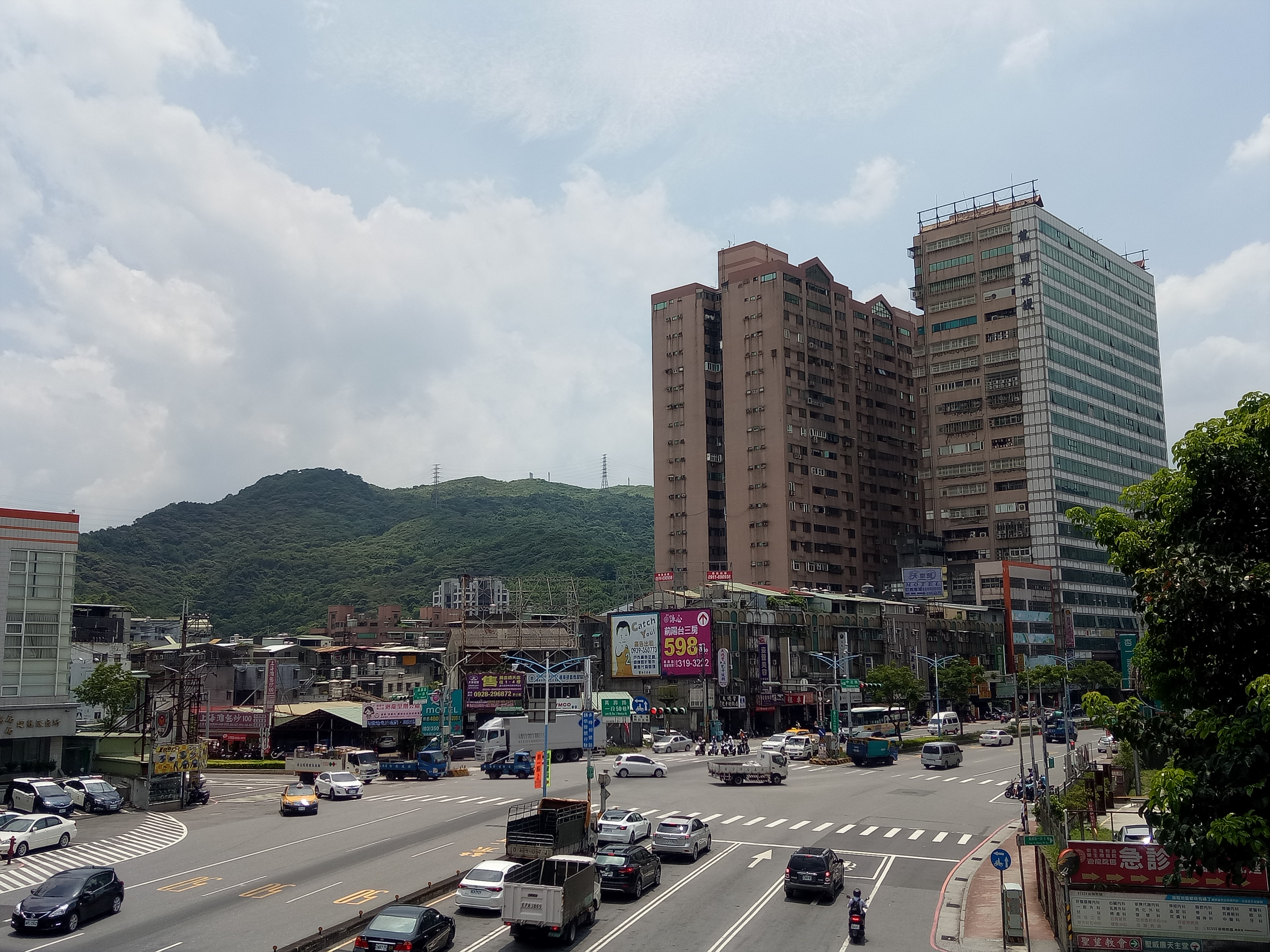
迴龍一帶街景，桃園市龜山區

迴龍為台灣桃園市龜山區與新北市新莊區、樹林區三個市轄行政區交界的一處區域地名，舊名塔寮坑。目前區域範圍涵蓋桃園市龜山區龍壽里、龍華里、迴龍里、新北市樹林區三興里、三福里、三龍里、三多里以及新莊區的龍鳳里、龍福里、龍安里、雙鳳里。境內重要道路為萬壽路一段，舊名龜崙嶺古道；主要河川為塔寮坑溪。

## 現況
屬於台北都會區的部份，如水源是來自樹林自來水廠、電力來源是新莊、電話區域也是採用台北的02。

## 地標

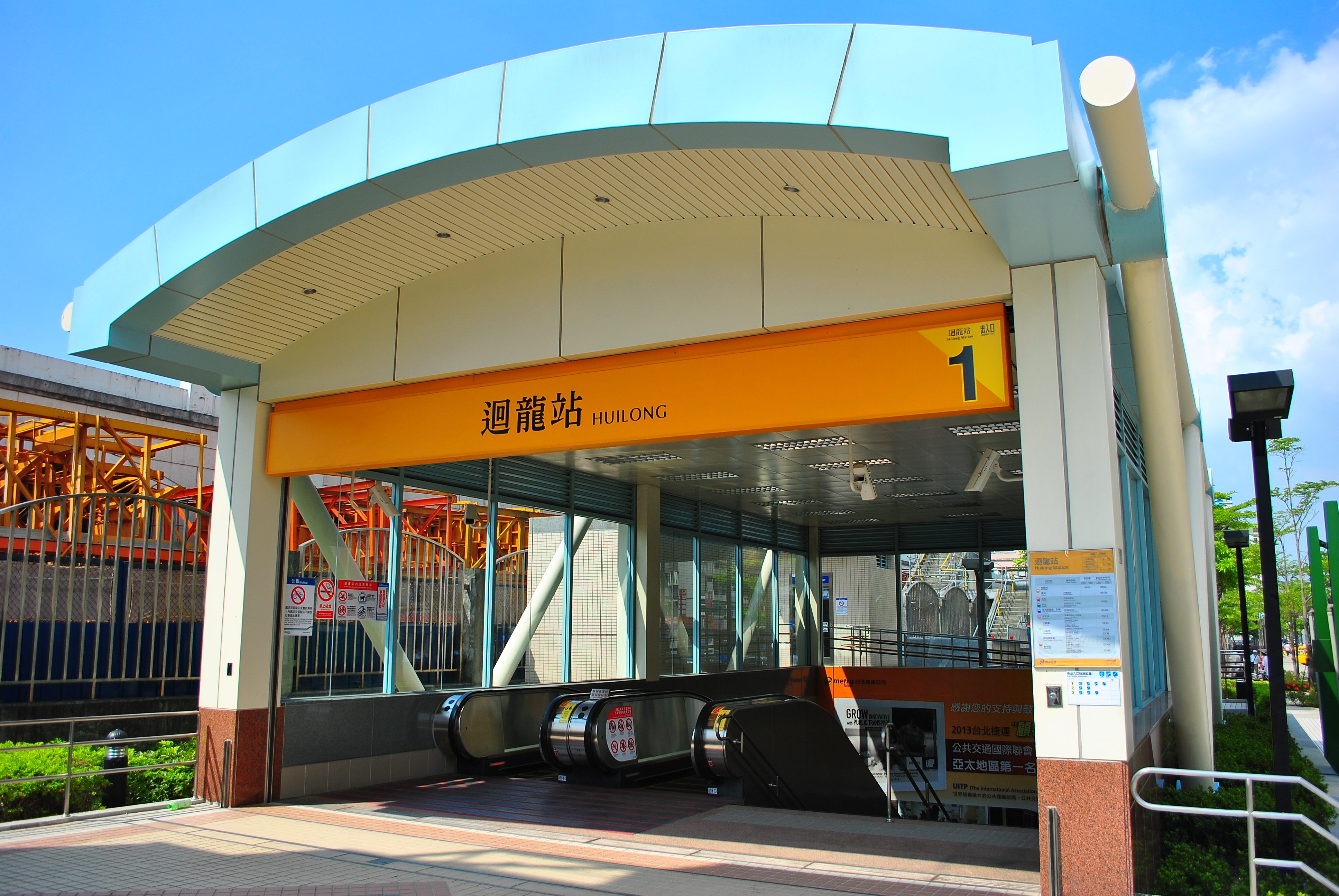
捷運迴龍站

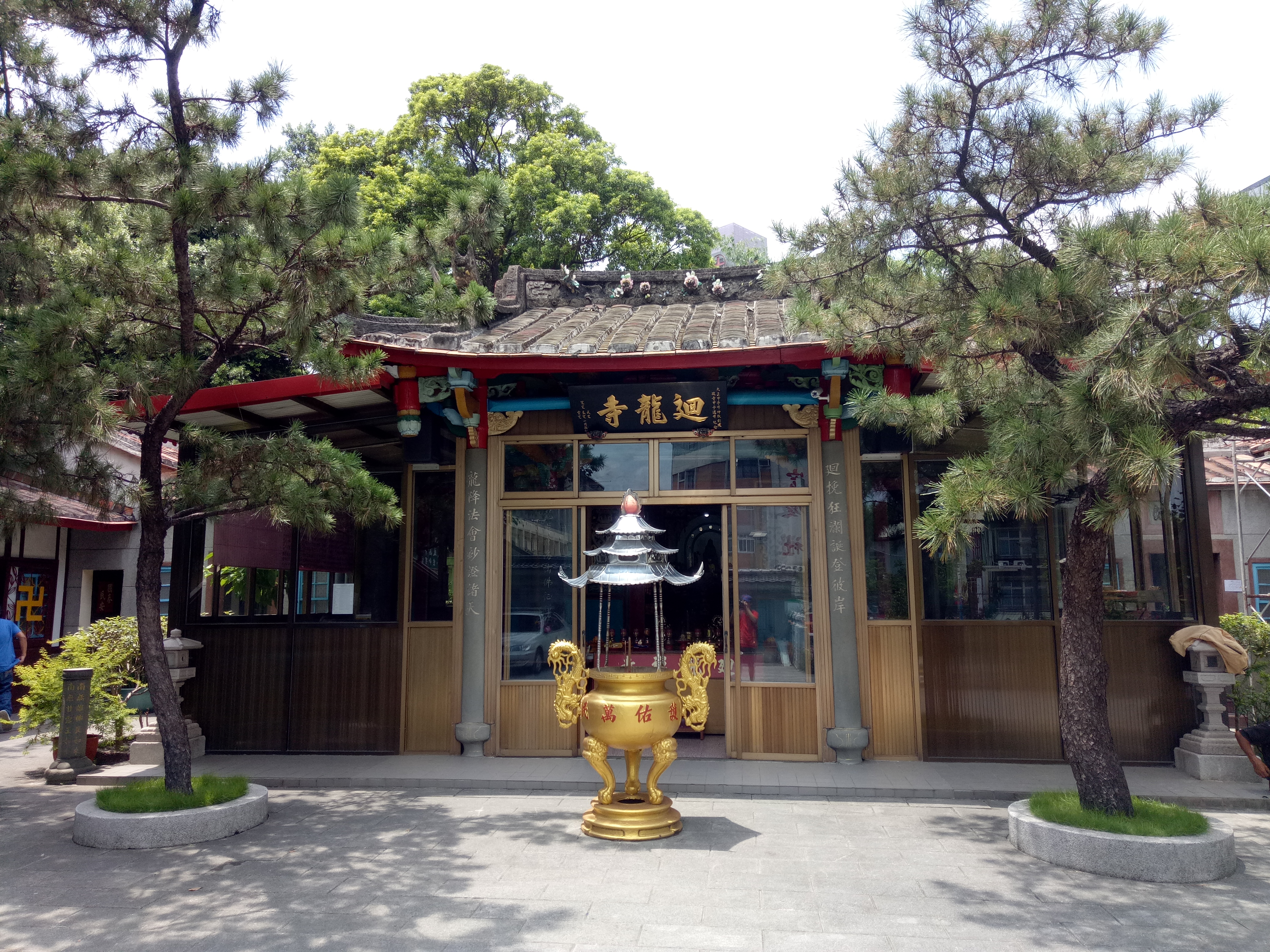
迴龍寺

- 台北捷運新莊線迴龍站
- 台北捷運新莊機廠
- 三重客運迴龍調度站
- 樂生療養院
- 丹鳳國小
- 丹鳳高中
- 龍鳳公園
- 迴龍寺
- 樹林福慧寺
- 桃園市立圖書館迴龍分館
- 桃園市政府消防局第一救災救護大隊迴龍分隊
- 桃園市政府警察局龜山分局迴龍派出所
- 新北市樹林區三多國民小學 （页面存档备份，存于）
- 桃園市立迴龍國民中小學
- 桃園市私立光啟高級中學
- 龍華科技大學
- 樹林三興工業區
- 桃園市龜山區龍壽國民小學 （页面存档备份，存于）

## 外部連結
- 搶救迴龍大作戰 （页面存档备份，存于）